# Gran Premio di superbike di Monza 2013
Il Gran Premio di superbike di Monza 2013 è stata la quarta prova su quattordici del campionato mondiale Superbike 2013, è stato disputato il 12 maggio sull'autodromo nazionale di Monza e in gara 1 ha visto la vittoria di Marco Melandri davanti a Tom Sykes e Eugene Laverty, la gara 2 è stata vinta da Eugene Laverty che ha preceduto Marco Melandri e Tom Sykes.
La vittoria nella gara valevole per il campionato mondiale Supersport 2013 è stata ottenuta da Sam Lowes.

## Risultati

### Gara 1

#### Arrivati al traguardo[4]
| Pos. | Nº | Pilota           | Squadra                  | Motocicletta           | Giri | Tempo     | Griglia | Punti |
| ---- | -- | ---------------- | ------------------------ | ---------------------- | ---- | --------- | ------- | ----- |
| 1º   | 33 | Marco Melandri   | BMW Motorrad GoldBet     | BMW S1000 RR           | 18   | 30:54.925 | 5º      | 25    |
| 2º   | 66 | Tom Sykes        | Kawasaki Racing          | Kawasaki ZX-10R        | 18   | +0:00.085 | 1º      | 20    |
| 3º   | 58 | Eugene Laverty   | Aprilia Racing           | Aprilia RSV4 Factory   | 18   | +0:00.107 | 2º      | 16    |
| 4º   | 50 | Sylvain Guintoli | Aprilia Racing           | Aprilia RSV4 Factory   | 18   | +0:01.844 | 3º      | 13    |
| 5º   | 19 | Chaz Davies      | BMW Motorrad GoldBet     | BMW S1000 RR           | 18   | +0:07.629 | 9º      | 11    |
| 6º   | 84 | Michel Fabrizio  | Red Devils Roma          | Aprilia RSV4 Factory   | 18   | +0:08.407 | 10º     | 10    |
| 7º   | 76 | Loris Baz        | Kawasaki Racing          | Kawasaki ZX-10R        | 18   | +0:15.555 | 11º     | 9     |
| 8º   | 65 | Jonathan Rea     | Pata Honda               | Honda CBR1000RR        | 18   | +0:16.465 | 4º      | 8     |
| 9º   | 2  | Leon Camier      | Fixi Crescent Suzuki     | Suzuki GSX-R1000       | 18   | +0:16.668 | 8º      | 7     |
| 10º  | 34 | Davide Giugliano | Althea Racing            | Aprilia RSV4 Factory   | 18   | +0:26.820 | 6º      | 6     |
| 11º  | 86 | Ayrton Badovini  | Ducati Alstare           | Ducati 1199 Panigale R | 18   | +0:38.908 | 12º     | 5     |
| 12º  | 27 | Max Neukirchner  | MR-Racing                | Ducati 1199 Panigale R | 18   | +0:38.951 | 13º     | 4     |
| 13º  | 32 | Fabrizio Lai     | Team Pedercini           | Kawasaki ZX-10R        | 18   | +0:52.788 | 14º     | 3     |
| 14º  | 72 | Kōsuke Akiyoshi  | Pata Honda               | Honda CBR1000RR        | 18   | +0:55.889 | 18º     | 2     |
| 15º  | 23 | Federico Sandi   | Team Pedercini           | Kawasaki ZX-10R        | 18   | +0:56.006 | 15º     | 1     |
| 16º  | 8  | Mark Aitchison   | Effenbert Liberty Racing | Ducati 1098R           | 18   | +0:56.827 | 17º     |       |
| 17º  | 16 | Jules Cluzel     | Fixi Crescent Suzuki     | Suzuki GSX-R1000       | 18   | +0:59.545 | 7º      |       |

#### Ritirato
| Nº | Pilota            | Squadra              | Motocicletta | Giri | Griglia |
| -- | ----------------- | -------------------- | ------------ | ---- | ------- |
| 31 | Vittorio Iannuzzo | Grillini Dentalmatic | BMW S1000 RR | 7    | 19º     |

### Gara 2

#### Arrivati al traguardo[5]
| Pos. | Nº | Pilota            | Squadra              | Motocicletta           | Giri | Tempo     | Griglia | Punti |
| ---- | -- | ----------------- | -------------------- | ---------------------- | ---- | --------- | ------- | ----- |
| 1º   | 58 | Eugene Laverty    | Aprilia Racing       | Aprilia RSV4 Factory   | 18   | 30:59.653 | 2º      | 25    |
| 2º   | 33 | Marco Melandri    | BMW Motorrad GoldBet | BMW S1000 RR           | 18   | +0:00.143 | 5º      | 20    |
| 3º   | 66 | Tom Sykes         | Kawasaki Racing      | Kawasaki ZX-10R        | 18   | +0:00.725 | 1º      | 16    |
| 4º   | 50 | Sylvain Guintoli  | Aprilia Racing       | Aprilia RSV4 Factory   | 18   | +0:01.619 | 3º      | 13    |
| 5º   | 84 | Michel Fabrizio   | Red Devils Roma      | Aprilia RSV4 Factory   | 18   | +0:09.965 | 10º     | 11    |
| 6º   | 34 | Davide Giugliano  | Althea Racing        | Aprilia RSV4 Factory   | 18   | +0:10.066 | 6º      | 10    |
| 7º   | 2  | Leon Camier       | Fixi Crescent Suzuki | Suzuki GSX-R1000       | 18   | +0:12.241 | 8º      | 9     |
| 8º   | 76 | Loris Baz         | Kawasaki Racing      | Kawasaki ZX-10R        | 18   | +0:29.771 | 11º     | 8     |
| 9º   | 86 | Ayrton Badovini   | Ducati Alstare       | Ducati 1199 Panigale R | 18   | +0:35.005 | 12º     | 7     |
| 10º  | 27 | Max Neukirchner   | MR-Racing            | Ducati 1199 Panigale R | 18   | +0:41.757 | 13º     | 6     |
| 11º  | 32 | Fabrizio Lai      | Team Pedercini       | Kawasaki ZX-10R        | 18   | +0:52.579 | 14º     | 5     |
| 12º  | 31 | Vittorio Iannuzzo | Grillini Dentalmatic | BMW S1000 RR           | 18   | +1:28.772 | 19º     | 4     |
| 13º  | 23 | Federico Sandi    | Team Pedercini       | Kawasaki ZX-10R        | 17   | +1 giro   | 15º     | 3     |

#### Ritirati
| Nº | Pilota          | Squadra                  | Motocicletta     | Giri | Griglia |
| -- | --------------- | ------------------------ | ---------------- | ---- | ------- |
| 19 | Chaz Davies     | BMW Motorrad GoldBet     | BMW S1000 RR     | 11   | 9º      |
| 65 | Jonathan Rea    | Pata Honda               | Honda CBR1000RR  | 5    | 4º      |
| 72 | Kōsuke Akiyoshi | Pata Honda               | Honda CBR1000RR  | 4    | 18º     |
| 8  | Mark Aitchison  | Effenbert Liberty Racing | Ducati 1098R     | 3    | 17º     |
| 16 | Jules Cluzel    | Fixi Crescent Suzuki     | Suzuki GSX-R1000 | 1    | 7º      |

### Supersport

#### Arrivati al traguardo
| Pos. | Nº | Pilota            | Squadra                       | Motocicletta     | Giri | Tempo     | Griglia | Punti |
| ---- | -- | ----------------- | ----------------------------- | ---------------- | ---- | --------- | ------- | ----- |
| 1º   | 11 | Sam Lowes         | Yakhnich Motorsport           | Yamaha YZF R6    | 10   | 18'09.799 | 1º      | 25    |
| 2º   | 19 | Florian Marino    | Kawasaki Intermoto Ponyexpres | Kawasaki ZX-6R   | 10   | +0.798    | 2º      | 20    |
| 3º   | 26 | Lorenzo Zanetti   | Pata Honda                    | Honda CBR600RR   | 10   | +0.989    | 4º      | 16    |
| 4º   | 84 | Riccardo Russo    | Puccetti Racing Kawasaki      | Kawasaki ZX-6R   | 10   | +1.342    | 6º      | 13    |
| 5º   | 88 | Kevin Coghlan     | Kawasaki DMC-Lorenzini        | Kawasaki ZX-6R   | 10   | +1.487    | 8º      | 11    |
| 6º   | 32 | Sheridan Morais   | PTR Honda                     | Honda CBR600RR   | 10   | +8.261    | 12º     | 10    |
| 7º   | 65 | Vladimir Leonov   | Yakhnich Motorsport           | Yamaha YZF R6    | 10   | +11.044   | 21º     | 9     |
| 8º   | 9  | Luca Scassa       | Kawasaki Intermoto Ponyexpres | Kawasaki ZX-6R   | 10   | +11.169   | 14º     | 8     |
| 9º   | 6  | Vladimir Ivanov   | Kawasaki DMC-Lorenzini        | Kawasaki ZX-6R   | 10   | +11.199   | 16º     | 7     |
| 10º  | 87 | Luca Marconi      | PTR Honda                     | Honda CBR600RR   | 10   | +11.253   | 10º     | 6     |
| 11º  | 47 | Roberto Rolfo     | ParkinGo MV Agusta Corse      | MV Agusta F3 675 | 10   | +14.119   | 20º     | 5     |
| 12º  | 20 | Mathew Scholtz    | Suriano Racing                | Suzuki GSX-R600  | 10   | +14.522   | 11º     | 4     |
| 13º  | 21 | Christian Iddon   | ParkinGo MV Agusta Corse      | MV Agusta F3 675 | 10   | +14.964   | 26º     | 3     |
| 14º  | 37 | David Linortner   | Honda PTR                     | Honda CBR600RR   | 10   | +15.079   | 23º     | 2     |
| 15º  | 5  | Raffaele De Rosa  | Team Lorini                   | Honda CBR600RR   | 10   | +15.123   | 13º     | 1     |
| 16º  | 64 | Matt Davies       | Honda PTR                     | Honda CBR600RR   | 10   | +15.313   | 19º     |       |
| 17º  | 25 | Alex Baldolini    | Team Lorini                   | Honda CBR600RR   | 10   | +20.309   | 15º     |       |
| 18º  | 91 | Roberto Tamburini | Suriano Racing                | Suzuki GSX-R600  | 10   | +22.110   | 22º     |       |
| 19º  | 14 | Gábor Talmácsi    | Prorace                       | Honda CBR600RR   | 10   | +22.114   | 18º     |       |
| 20º  | 7  | Nacho Calero      | Honda PTR                     | Honda CBR600RR   | 10   | +31.116   | 25º     |       |
| 21º  | 73 | Dino Lombardi     | Pata by Martini               | Yamaha YZF R6    | 10   | +37.233   | 31º     |       |
| 22º  | 34 | Balázs Németh     | Complus SMS Racing            | Honda CBR600RR   | 10   | +37.766   | 28º     |       |
| 23º  | 10 | Imre Tóth         | Racing Team Toth              | Honda CBR600RR   | 10   | +45.013   | 27º     |       |
| 24º  | 33 | Yves Polzer       | MRC Austria                   | Honda CBR600RR   | 10   | +58.095   | 30º     |       |
| 25º  | 35 | Mitchell Carr     | AARK Racing                   | Triumph 675 R    | 10   | +58.364   | 32º     |       |
| 26º  | 24 | Eduard Blokhin    | Rivamoto                      | Honda CBR600RR   | 10   | +1'14.447 | 34º     |       |

#### Ritirati
| Nº | Pilota           | Squadra                  | Motocicletta   | Giri | Griglia |
| -- | ---------------- | ------------------------ | -------------- | ---- | ------- |
| 59 | Alex Schacht     | Racing Team Toth         | Honda CBR600RR | 8    | 29º     |
| 3  | Stefano Cruciani | Puccetti Racing Kawasaki | Kawasaki ZX-6R | 7    | 5º      |
| 4  | Jack Kennedy     | Rivamoto                 | Honda CBR600RR | 6    | 17º     |
| 54 | Kenan Sofuoğlu   | MAHI Racing Team India   | Kawasaki ZX-6R | 4    | 3º      |
| 8  | Andrea Antonelli | Team Goeleven            | Kawasaki ZX-6R | 3    | 24º     |